# Palacio de Justicia del Condado de Lenawee
El Palacio de Justicia del Condado de Lenawee (en inglés Lenawee County Courthouse) es un palacio de justicia del condado ubicado en 309 North Main Street ( M-52 ) en Adrian, una ciudad en el estado de Míchigan (Estados Unidos). Fue designado como Sitio Histórico de Míchigan el 14 de noviembre de 1974 y luego agregado al Registro Nacional de Lugares Históricos el 28 de febrero de 1991. El Palacio de Justicia del Condado de Lenawee está ubicado en la esquina de la M-52 (conocida localmente en este punto como North Main Street) y West Front Street. West Front Street también lleva la señalización M-52 cuando gira para formar el borde norte del circuito comercial de la Ruta 223 de los EE. UU. Alrededor del Distrito Histórico Comercial del Centro de Adrian.

## Historia
Cuando el condado de Lenawee se organizó por primera vez en 1826, su asiento de condado era el pueblo recién establecido de Tecumseh. Cuando Tecumseh perdió la sede del condado ante Adrian en 1838, se construyó un nuevo palacio de justicia en Adrian. Ese palacio de justicia se quemó en 1852, y el tribunal se llevó a cabo en una serie de ubicaciones temporales hasta que se recaudaron los fondos para construir un reemplazo permanente. Sin embargo, las propuestas electorales para recaudar fondos fueron varias veces rechazadas, hasta que en 1882 finalmente se comprometió el dinero necesario. El nuevo palacio de justicia fue diseñado por Edward Fallis, nativo de Toledo, Ohio, quien diseñó muchos juzgados en varios estados. En 1884, el condado contrató a Allen & VanTassel de Ionia para construir el edificio por 47 460 dólares. Sin embargo, los costos se sobrepasaron y Allen & VanTassel entregaron el trabajo a sus fiadores, Knapp, Avery & Co. A pesar de algunas disputas legales, el palacio de justicia se completó al año siguiente.
Desde entonces, ha servido como sede del gobierno del condado. A pesar de sus numerosas alteraciones interiores, el palacio de justicia sigue siendo uno de los más impresionantes de los juzgados de Míchigan de finales del siglo XIX.

## Descripción
El Palacio de Justicia del Condado de Lenawee se construyó en el estilo neorrománico y un año después de su construcción, Fallis lo utilizó como modelo para su diseño del Palacio de Justicia del Condado de Paulding, en el estado de Ohio. El edificio mide 41 m por 33 m y tiene una torre central que se eleva 40 m sobre el suelo. El techo principal es a cuatro aguas y está atravesado por techo secundario que también es a cuatro aguas; la torre se eleva desde la unión de los frontones y está rematada con un techo abuhardillado y una cúpula abovedada.
Los cimientos son de piedra rústica y se elevan dos metros del suelo. Por encima de los cimientos hay un curso de cinturón de piedra arenisca Stony Point, y encima está el ladrillo principal, formado por ladrillo rojo con mortero blanco. Las entradas del edificio están a dos aguas con grandes arcos debajo. Los arcos contienen una doble ventana rematada por un lucernario de medio punto. La entrada se realiza a través de un conjunto de puertas dobles talladas.
En el interior, la distribución es de forma cruciforme. El primer piso tiene un piso de baldosas colocadas en patrones geométricos. Dos grandes escaleras conducen al segundo piso, ubicado a cada lado del pasillo central.